# PowerISO
PowerISO è un software utilizzato per aprire, creare, montare / emulare, comprimere, crittografare e manipolare in altro modo i file immagine. È più comunemente noto per il suo formato DAA di immagine disco. Altri formati supportati includono ISO, BIN, NRG, UIF e CD-i. PowerISO è in grado di modificare tutti i formati immagine CD supportati, ISO in particolare. La versione di prova non può creare o modificare le immagini di dimensioni superiori a 300 megabyte, ma può masterizzare su disco file di qualunque dimensione.
Attualmente viene prodotto in Cina da PowerISO Computing, Inc..